# Huangqiao (köpinghuvudort i Kina, Jiangxi Sheng, lat 27,32, long 115,04)
Huangqiao är en köpinghuvudort i Kina. Den ligger i provinsen Jiangxi, i den sydöstra delen av landet, omkring 170 kilometer sydväst om provinshuvudstaden Nanchang. Antalet invånare är 24 536. Befolkningen består av 11 485 kvinnor och 13 051 män. Barn under 15 år utgör 20,0 %, vuxna 15-64 år 70 %, och äldre över 65 år 9,0 %.
Runt Huangqiao är det mycket tätbefolkat, med 1 135 invånare per kvadratkilometer. Närmaste större samhälle är Jizhou, 19,7 km söder om Huangqiao. I omgivningarna runt Huangqiao växer huvudsakligen savannskog.
Genomsnittlig årsnederbörd är 2 089 millimeter. Den regnigaste månaden är juni, med i genomsnitt 356 mm nederbörd, och den torraste är oktober, med 23 mm nederbörd.